# Кальное (Козовская поселковая община)
Кальное (укр. Кальне) — село в Козовской поселковой общине Тернопольского района Тернопольской области Украины.
До 2020 года входило в Козовский район.
Код КОАТУУ — 6123084401. Население по переписи 2001 года составляло 1407 человек.

## Географическое положение
Село Кальное находится на берегу реки Коропец,
выше по течению на расстоянии в 0,5 км расположено село Будова,
ниже по течению на расстоянии в 2 км расположено село Юстиновка.

## История
- 1473 год — дата основания.

## Объекты социальной сферы
- Школа.
- Дом культуры.
- Фельдшерско-акушерский пункт.

## Достопримечательности
- Братская могила советских воинов.